# Березники (Звягельський район)
Березники́ — село в Україні, в Ємільчинській селищній територіальній громаді Звягельського району Житомирської області. Кількість населення становить 522 особи (2001). У 1923—2017 роках — адміністративний центр однойменної сільської ради.

## Загальна інформація
Розташоване за 26 км від Ємільчиного та 51 км від залізничної станції Яблунець.

## Населення
Відповідно до результатів перепису населення Російської імперії 1897 року, загальна кількість мешканців села становила 608 осіб, з них: православних — 580, чоловіків — 327, жінок — 281.
В кінці 19 століття в селі нараховувалося 92 двори та 525 мешканців. Станом на 1906 рік — 114 дворів та 659 мешканців, у 1923 році — 883 особи, дворів — 151.
У 1972 році кількість мешканців становила 825 осіб, дворів — 215.
Відповідно до результатів перепису населення СРСР, кількість населення, станом на 12 січня 1989 року, становила 603 особи. Станом на 5 грудня 2001 року, відповідно до перепису населення України, кількість мешканців села становила 522 особи.

## Історія
Засноване наприкінці 18 століття. В кінці 19 століття — село у Городницькій волості Новоград-Волинського повіту Волинської губернії, за 40 верст від центру повіту, міста Новоград-Волинський та 20 верст від волосного центру, містечка Городниця. Власність Заленських, раніше входила до городницького ключа князів Корецьких, пізніше належала литовському стольнику Юзефові Чарторийському, через доньку котрого перейшло у володіння Генріка Любомирського. Належало до православної парафії в Городниці (20 верст).
У 1906 році — сільце Городницької волості (2-го стану) Новоград-Волинського повіту Волинської губернії. Відстань до повітового центру, м. Новоград-Волинський, становила 41 версту, до волосної управи, в міст. Городниця — 14 верст. Найближче поштово-телеграфне відділення розташовувалось в Городниці.
У 1923 році — сільце; включене до складу новоствореної Березниківської сільської ради, котра, від 7 березня 1923 року, стала частиною новоутвореного Городницького району Житомирської округи; адміністративний центр сільської ради. Розміщувалося за 15 верст від районного центру, міст. Городниця.
В період голодомору в 1932—1933 роках в селі загинуло 6 чоловік, з яких 5 на сьогодні відомі. Під час загострення сталінських репресій проти українського народу в 30-ті роки минулого століття органами НКВС безпідставно було заарештовано та позбавлено волі на різні терміни 33 мешканців села, з яких 21 чол. розстріляно. Нині всі постраждалі реабілітовані і їхні імена відомі.
На фронтах Другої світової війни воювали 90 селян, з них 40 загинули, 45 нагороджені орденами та медалями. На їх честь встановлено обеліск Слави.
В радянські часи в селі розміщувалася центральна садиба колгоспу зерново-тваринницького напрямку, який обробляв 3,6 тис. га земель, з них 1,9 тис. ріллі. В селі була восьмирічка школа, бібліотека, клуб, медпункт, відділення зв'язку, магазин.
28 листопада 1957 року, внаслідок ліквідації Городницького району, в складі сільської ради увійшло до Ємільчинського району Житомирської області.
29 березня 2017 року, відповідно до рішення Житомирської обласної ради, село увійшло до складу новоствореної Ємільчинської селищної територіальної громади Ємільчинського району Житомирської області. Від 19 липня 2020 року, разом з громадою, в складі новоствореного Новоград-Волинського (згодом — Звягельський) району Житомирської області.